# Андрейшур (станция)
Андрейшу́р — бывшая железнодорожная станция Ижевского отделения Горьковской железной дороги, ныне остановочный пункт в деревне Андрейшур Балезинского района Удмуртии. Открыта в 1945 году.
Станция не осуществляет продажу пассажирских билетов.